# Giro di Romandia 2006
Il Giro di Romandia 2006, sessantesima edizione della corsa, si svolse in cinque tappe dal 25 al 30 aprile 2006, precedute da un cronoprologo, per un percorso totale di 656,3 km. Fu vinto dall'australiano Cadel Evans, che concluse la gara in 16h43'08".

## Tappe
| Tappa  | Data      | Percorso                    | km    | Vincitore di tappa | Leader cl. generale |
| ------ | --------- | --------------------------- | ----- | ------------------ | ------------------- |
| Prol.  | 25 aprile | Ginevra (cron. individuale) | 3,4   | Paolo Savoldelli   | Paolo Savoldelli    |
| 1ª     | 26 aprile | Payerne > Payerne           | 169   | Robbie McEwen      | Paolo Savoldelli    |
| 2ª     | 27 aprile | Porrentruy > Porrentruy     | 171,2 | Chris Horner       | Chris Horner        |
| 3ª     | 28 aprile | Bienne > Leysin             | 164,6 | Alberto Contador   | Alberto Contador    |
| 4ª     | 29 aprile | Sion > Sion                 | 127,7 | Alejandro Valverde | Alberto Contador    |
| 5ª     | 30 aprile | Losanna (cron. individuale) | 20,4  | Cadel Evans        | Cadel Evans         |
| Totale | Totale    | Totale                      | 656,3 |                    |                     |

## Squadre partecipanti
| N.      | Cod. | Squadra                        |
| ------- | ---- | ------------------------------ |
| 1-8     | PHO  | Phonak Hearing Systems         |
| 11-18   | CSC  | Team CSC                       |
| 21-28   | GST  | Gerolsteiner                   |
| 31-38   | QSI  | Quick Step-Innergetic          |
| 41-48   | DSC  | Discovery Channel              |
| 51-58   | RAB  | Rabobank                       |
| 61-68   | TMO  | T-Mobile Team                  |
| 71-78   | LAM  | Lampre-Fondital                |
| 81-88   | DVL  | Davitamon-Lotto                |
| 91-98   | CEI  | Caisse d'Epargne-Illes Balears |
| 101-108 | MRM  | Team Milram                    |

| N.      | Cod. | Squadra                          |
| ------- | ---- | -------------------------------- |
| 111-118 | LSW  | Liberty Seguros-Würth Team       |
| 121-128 | COF  | Cofidis, le Crédit par Téléphone |
| 131-138 | C.A  | Crédit Agricole                  |
| 141-148 | FDJ  | Française des Jeux               |
| 151-158 | EUS  | Euskaltel-Euskadi                |
| 161-168 | SDV  | Saunier Duval-Prodir             |
| 171-178 | BTL  | Bouygues Télécom                 |
| 181-188 | LIQ  | Liquigas                         |
| 191-198 | A2R  | AG2R Prévoyance                  |
| 201-208 | LPR  | Team LPR                         |

## Dettagli delle tappe

### Prologo
- 25 aprile: Ginevra – Cronometro individuale – 3,4 km

Risultati
| Pos. | Corridore          | Squadra       | Tempo |
| ---- | ------------------ | ------------- | ----- |
| 1    | Paolo Savoldelli   | Discovery Ch. | 4'27" |
| 2    | Alejandro Valverde | C. d'Epargne  | s.t.  |
| 3    | Bradley McGee      | F. des Jeux   | a 4"  |

| Pos. | Corridore          | Squadra       | Tempo |
| ---- | ------------------ | ------------- | ----- |
| 1    | Paolo Savoldelli   | Discovery Ch. | 4'27" |
| 2    | Alejandro Valverde | C. d'Epargne  | s.t.  |
| 3    | Bradley McGee      | F. des Jeux   | a 4"  |

### 1ª tappa
- 26 aprile: Payerne > Payerne – 169 km

Risultati
| Pos. | Corridore        | Squadra     | Tempo    |
| ---- | ---------------- | ----------- | -------- |
| 1    | Robbie McEwen    | Davitamon   | 4h10'21" |
| 2    | Mirco Lorenzetto | Team Milram | s.t.     |
| 3    | Daniele Bennati  | Lampre      | s.t.     |

| Pos. | Corridore          | Squadra       | Tempo |
| ---- | ------------------ | ------------- | ----- |
| 1    | Paolo Savoldelli   | Discovery Ch. | 4'27" |
| 2    | Alejandro Valverde | C. d'Epargne  | s.t.  |
| 3    | Bradley McGee      | F. des Jeux   | a 2"  |

### 2ª tappa
- 27 aprile: Porrentruy > Porrentruy – 171,2 km

Risultati
| Pos. | Corridore      | Squadra      | Tempo    |
| ---- | -------------- | ------------ | -------- |
| 1    | Chris Horner   | Davitamon    | 4h16'22" |
| 2    | Jörg Jaksche   | Liberty Seg. | a 5"     |
| 3    | Alexandre Moos | Phonak       | s.t.     |

| Pos. | Corridore          | Squadra       | Tempo    |
| ---- | ------------------ | ------------- | -------- |
| 1    | Chris Horner       | Davitamon     | 8h31'11" |
| 2    | Paolo Savoldelli   | Discovery Ch. | a 7"     |
| 3    | Alejandro Valverde | C. d'Epargne  | s.t.     |

### 3ª tappa
- 28 aprile: Bienne > Leysin – 164,6 km

Risultati
| Pos. | Corridore          | Squadra      | Tempo    |
| ---- | ------------------ | ------------ | -------- |
| 1    | Alberto Contador   | Liberty Seg. | 4h03'41" |
| 2    | Alejandro Valverde | C. d'Epargne | a 24"    |
| 3    | Cadel Evans        | Davitamon    | s.t.     |

| Pos. | Corridore          | Squadra      | Tempo     |
| ---- | ------------------ | ------------ | --------- |
| 1    | Alberto Contador   | Liberty Seg. | 12h35'01" |
| 2    | Alejandro Valverde | C. d'Epargne | a 16"     |
| 3    | Jörg Jaksche       | Liberty Seg. | a 28"     |

### 4ª tappa
- 29 aprile: Sion > Sion – 127,7 km

Risultati
| Pos. | Corridore          | Squadra      | Tempo    |
| ---- | ------------------ | ------------ | -------- |
| 1    | Alejandro Valverde | C. d'Epargne | 3h41'24" |
| 2    | Alexandre Moos     | Phonak       | s.t.     |
| 3    | Cadel Evans        | Davitamon    | s.t.     |

| Pos. | Corridore          | Squadra      | Tempo     |
| ---- | ------------------ | ------------ | --------- |
| 1    | Alberto Contador   | Liberty Seg. | 16h16'25" |
| 2    | Alejandro Valverde | C. d'Epargne | a 6"      |
| 3    | Cadel Evans        | Davitamon    | a 24"     |

### 5ª tappa
- 30 aprile: Losanna – Cronometro individuale – 20,4 km

Risultati
| Pos. | Corridore    | Squadra       | Tempo    |
| ---- | ------------ | ------------- | -------- |
| 1    | Cadel Evans  | Davitamon     | 26'19"87 |
| 2    | Leif Hoste   | Discovery Ch. | a 22"    |
| 3    | Bobby Julich | Team CSC      | a 38"    |

| Pos. | Corridore          | Squadra      | Tempo     |
| ---- | ------------------ | ------------ | --------- |
| 1    | Cadel Evans        | Davitamon    | 16h43'08" |
| 2    | Alberto Contador   | Liberty Seg. | a 27"     |
| 3    | Alejandro Valverde | C. d'Epargne | a 44"     |

## Evoluzione delle classifiche
| Tappa              | Vincitore          | Classifica generale Maglia gialla | Classifica a punti Maglia bianco-arancio | Classifica scalatori Maglia rosa | Classifica sprint Maglia verde | Classifica a squadre           |
| ------------------ | ------------------ | --------------------------------- | ---------------------------------------- | -------------------------------- | ------------------------------ | ------------------------------ |
| Prol.              | Paolo Savoldelli   | Paolo Savoldelli                  | Paolo Savoldelli                         | non assegbata                    | non assegbata                  | Caisse d'Epargne-Illes Balears |
| 1ª                 | Robbie McEwen      | Paolo Savoldelli                  | Robbie McEwen                            | Dmitrij Konyšev                  | Dmitrij Konyšev                | Caisse d'Epargne-Illes Balears |
| 2ª                 | Chris Horner       | Chris Horner                      | Paolo Savoldelli                         | Roger Beuchat                    | David Loosli                   | Liberty Seguros-Würth Team     |
| 3ª                 | Alberto Contador   | Alberto Contador                  | Alejandro Valverde                       | Roger Beuchat                    | David Loosli                   | Liberty Seguros-Würth Team     |
| 4ª                 | Alejandro Valverde | Alberto Contador                  | Alejandro Valverde                       | Iván Parra                       | David Loosli                   | Liberty Seguros-Würth Team     |
| 5ª                 | Cadel Evans        | Cadel Evans                       | Alejandro Valverde                       | Iván Parra                       | David Loosli                   | Liberty Seguros-Würth Team     |
| Classifiche finali | Classifiche finali | Cadel Evans                       | Alejandro Valverde                       | Iván Parra                       | David Loosli                   | Liberty Seguros-Würth Team     |

## Classifiche finali

### Classifica generale - Maglia gialla
| Pos. | Corridore          | Squadra      | Tempo     |
| ---- | ------------------ | ------------ | --------- |
| 1    | Cadel Evans        | Davitamon    | 16h43'08" |
| 2    | Alberto Contador   | Liberty Seg. | a 27"     |
| 3    | Alejandro Valverde | C. d'Epargne | a 44"     |
| 4    | Jörg Jaksche       | Liberty Seg. | a 54"     |
| 5    | Andrej Kašečkin    | Liberty Seg. | a 1'24"   |
| 6    | Dario David Cioni  | Liquigas     | a 1'46"   |
| 7    | Chris Horner       | Davitamon    | a 1'50"   |
| 8    | Alexandre Moos     | Phonak       | a 1'51"   |
| 9    | Sergio Ghisalberti | Team Milram  | a 1'55"   |
| 10   | Sylwester Szmyd    | Lampre       | a 2'21"   |

### Classifica a punti - Maglia bianco-arancio
| Pos. | Corridore          | Squadra      | Punti |
| ---- | ------------------ | ------------ | ----- |
| 1    | Alejandro Valverde | C. d'Epargne | 52    |
| 2    | Cadel Evans        | Davitamon    | 45    |
| 3    | Jörg Jaksche       | Liberty Seg. | 45    |
| 4    | Alberto Contador   | Liberty Seg. | 34    |
| 5    | Alexandre Moos     | Phonak       | 28    |

### Classifica scalatori - Maglia rosa
| Pos. | Corridore         | Squadra      | Punti |
| ---- | ----------------- | ------------ | ----- |
| 1    | Iván Parra        | Cofidis      | 31    |
| 2    | Roger Beuchat     | Team LPR     | 28    |
| 3    | Alberto Contador  | Liberty Seg. | 24    |
| 4    | Giuseppe Muraglia | Team LPR     | 18    |
| 5    | Christophe Moreau | AG2R Prév.   | 14    |

### Classifica sprint - Maglia verde
| Pos. | Corridore            | Squadra      | Punti |
| ---- | -------------------- | ------------ | ----- |
| 1    | David Loosli         | Lampre       | 14    |
| 2    | José Antonio Redondo | Liberty Seg. | 9     |
| 3    | Wouter Weylandt      | Quick Step   | 9     |
| 4    | Andrej Kašečkin      | Liberty Seg. | 6     |
| 5    | Beat Zberg           | Gerolsteiner | 6     |

### Classifica a squadre
| Pos. | Squadra                        | Tempo     |
| ---- | ------------------------------ | --------- |
| 1    | Liberty Seguros-Würth Team     | 50h12'28" |
| 2    | Caisse d'Epargne-Illes Balears | a 6'02"   |
| 3    | Liquigas                       | a 6'22"   |
| 4    | Davitamon-Lotto                | a 10'00"  |
| 5    | AG2R Prévoyance                | a 11'25"  |